# Optimix Vermogensbeheer NV
Optimix Vermogensbeheer NV is een Nederlandse vermogensbeheerder. Het bedrijf is actief op het gebied van discretionair beheer voor particulieren, stichtingen en institutionele beleggers.

## Geschiedenis
Optimix Beheer & Belegging BV is in 1983 in Baarn opgericht door Ruurt Hazewinkel (Hazewinkel Pers) en Frits Westerling. Het bijbehorende beleggingsfonds Optimix belegde destijds in de 'Optimale Mix' van uitsluitend Robeco fondsen. 
Hazewinkel belegde op basis van uit de Verenigde Staten overgewaaide charttechnische visie. Destijds was het uniek in Nederland om te beleggen op basis van technische analyse.
In 1985, werden de aandelen van de beheermaatschappij van het fonds verkocht aan Kempen & Co. Frits Westerling stapte op, maar Hazewinkel bleef aan als fondsmanager, dat voortaan vanuit Amsterdam zal opereren. De samenwerking tussen Kempen & Co en Optimix was van korte duur. In 1986 kocht Hazewinkel de aandelen alweer terug. 

#### Oprichting vermogensbeheerder
Optimix Effectenkantoor NV, de toenmalige naam van Optimix Vermogensbeheer NV, werd in 1987 opgericht door Ruurt Hazewinkel en Peter Meyer Swantée (afkomstig van Kol & Co), om ook naast het fonds bredere effectendiensten aan te kunnen bieden. De daarop volgende jaren groeit de onderneming gestaag. De strategie om uitsluitend in Robeco fondsen te beleggen wordt los gelaten. Optimix kan voortaan beleggen in allerlei aanbieders.   
In 1992 treden Cees Boonen en Henk Boom toe tot Optimix. Beiden afkomstig van NMB Bank. Deze tweede generatie Optimix bestuurders neemt het stokje over van Hazewinkel en Meyer Swantée. In deze periode richt Optimix een aantal nieuwe beleggingsfondsen op en wordt de naam van de onderneming veranderd in Optimix Vermogensbeheer NV. 

#### Samenwerking
Op 1 juli 2008 is Optimix Vermogensbeheer NV een samenwerkingsverband aangegaan met Friesland Bank. Als onderdeel van dit samenwerkingsverband heeft de bank destijds een minderheidsbelang (45%) verkregen in Optimix. Optimix verkrijgt met de strategische samenwerking toegang tot het distributienetwerk van Friesland Bank en de laatste versterkt haar kennis op beleggingsgebied. In december 2010 verhoogde Friesland Bank het belang naar 70%. In december 2012 heeft Friesland Bank haar belang in Optimix verkocht De partners en medewerkers van de Amsterdamse vermogensbeheerder hebben de aandelen overgenomen, waardoor Optimix voor 100% in eigen handen is.
In april 2016 hebben Handelsbanken en Optimix een samenwerking aangekondigd. Handelsbanken neemt alle aandelen over, maar Optimix blijft zelfstandig actief. De Zweedse bank heeft op dat moment in Nederland 25 kantoren (in 2021 gegroeid naar 28) en met de overname breidt Handelsbanken het bestaande dienstenpakket uit. Optimix is onder eigen naam verantwoordelijk voor alle vermogensbeheeractiviteiten van Handelsbanken in het land.

## Optimix Investment Funds NV
Optimix voert de directie over vijf op NYSE Euronext Amsterdam genoteerde beleggingsinstellingen:
Optimix Mix Fund, Optimix Income Fund, Optimix EuroRente Fonds, Optimix Wereld Aandelen Fonds en Optimix Emerging Markets Fund. Het bedrijf is een ‘member’ (toegelaten instelling) op NYSE Euronext Amsterdam.

## Add Value Fund
In oktober 2013 heeft Optimix een belang genomen in Add Value Fund. Optimix heeft een belang van 45% in Add Value, dat belegt in small- en midcapfondsen, met het recht om binnen twee jaar de resterende 35% van Keijser Capital over te nemen. De twee beheerders van Add Value, Willem Burgers en Hilco Wiersma, hebben elk een belang van 10% in het fonds.